# Алібі (фільм, 1913)
«Алібі»(англ. The Alibi) — американська короткометражна чорно-біла німа драма Дж. П. Макґовена 1913 року.

## У ролях
- Гелен Голмс — Паула Бретон
- Том Форман — Річард Бретон
- Вільям Брантон
- Чарльз Веллс
- Джордж А. Вільямс
- Чарльз Едрінґтон